# Nompumelelo Mathe
Pas d'image ? Cliquez ici

b Matchs officiels uniquement.
Nompumelelo Mathe est une joueuse internationale de rugby à XV sud-africaine née le 30 octobre 1999, évoluant au poste de troisième ligne centre.

## Biographie
Nompumelelo Mathe naît le 30 octobre 1999. En 2022 elle joue pour le club de Sharks de Durban. Elle a 8 sélections en équipe nationale quand elle est retenue en septembre 2022 pour disputer sous les couleurs de son pays la Coupe du monde de rugby à XV en Nouvelle-Zélande.